# Provincia de Gaur
Gaur (persa: غور) es una de las 32 provincias de Afganistán. Está ubicado al oeste del país. Su capital es Čaġčarān. Otras ciudades importantes son Šahrak y Taywarah. 

## Historia
Gaur fue parte de Persia durante muchos siglos y es una de las regiones que participaron en el Renacimiento Cultural Persa después de la invasión árabe de Persia. El nombre Gaur es una versión dialectal del término pahlavi gar, que significa montaña. 
Gaur fue también el centro de la dinastía Gurida entre los siglos XII y XIII. Los restos de su antigua capital, Firozkoh, como por ejemplo el minarete de Jam, son Patrimonio de la Humanidad de la Unesco. Sin embargo, dado su precario estado de conservación, se han incluido en la lista del patrimonio mundial en peligro.
En el siglo XIII, los mongoles de Gengis Kan, asolaron Gaur. Muchos mongoles quedaron allí, aparte de los que llegaron después durante las luchas intertribales durante el Iljanato. Estos mongoles tomaron el persa como lengua y actualmente sus descendientes, llamados hazaras, son predominantes en Gaur.
El 17 de junio del 2004, cientos de soldados de Abdul Salaam Khan, que habían rechazado el plan de gobierno afgano para desarmar a las milicias regionales, atacaron Čaġčarān y tomaron el control de la ciudad durante la tarde. Dieciocho personas fueron asesinadas o heridas durante los combates y el gobernador de la provincia Mohammed Ibrahim huyó. Tres días más tarde el gobierno afgano anunció que no volvería a tomar Čaġčarān. Sin embargo, Khan e Ibrahim iniciaron negociaciones, pero no hubo ningún acuerdo. Las tropas de Khan dejaron Čaġčarān el 23 de junio, un día después de la llegada de un batallón del Ejército Nacional Afgano, liderados por el general-liderteniente Aminullah Paktiyanai, ayudados por cerca de veinte soldados de los Estados Unidos.

## Curiosidades
En el siglo XIX, el aventurero americano Josiah Harlan, se autoproclamó Príncipe de Ghor a sí mismo y a sus descendientes en perpetuidad, como contraprestación por la ayuda militar durante la lucha con facciones locales.

## Distritos
Los distritos de la provincia de Gaur son:
- Chaghcharan
- Marghab
- Lal Wa Sarjangal
- Pasaband
- Shahrak
- Taywara
- Tulak

En el 2004, en su libro de viaje, The Places in Between, Rory Stewart viajó a pie por el camino de Herat a Kābul, proporcionando un retrato de la vida en la provincia de Gaur, así como también mucha información histórica sobre la región.